# Irati (pel·lícula)
Irati és una pel·lícula d'aventures de fantasia èpica hispanofrancesa en basc del 2022 dirigida per Paul Urkijo Alijo protagonitzada per Eneko Sagardoy al costat d'Edurne Azkarate i Itziar Ituño, entre d'altres. Ha estat subtitulada al català.

## Trama
Ambientada al segle viii, amb el rerefons de la cristianització en curs de zones remotes al voltant dels Pirineus, la trama segueix a Eneko (fill d'un cabdill basc que va morir arran d'una batalla amb Carlemany), que dirigeix un grup de guerrers cristians i musulmans guiats per la dona pagana Irati, que es va dedicar a trobar el cos del seu pare (enterrat sota costums pagans i situat al costat d'un tresor) anys després de la desaparició d'aquest últim, iniciant un viatge al bosc.

## Repartiment
- Eneko Sagardoy[4] com Eneko
- Edurne Azkarate[4] com Irati
- Iñigo Aranbarri[4] com Eneko Ximenez
- Nagore Aranburu[4] com Oneka
- Elena Uriz[4] com Luxa
- Ramón Agirre[4] com Virilia
- Kepa Errasti[4] com Belasko
- Itziar Ituño[4] com Mari
- Aitor Barandiaran com Anso
- Gaizka Chamizo com Berex
- Josu Eguskiza com Odon
- Gabriel García Muñoz com Guerrero
- Miren Tirapu com Munia
- Patxi Bisquert com Eneko anciano
- Karlos Arguiñano com Gorza
- Unax Hayden com Eneko nen
- Leire Indurain com Irati nena

## Producció
Irati està basada en la novel·la gràfica El ciclo de Irati, de J. L. Landa i J. Muñoz. Ha estat produïda per Irati Zinema AIE (Bainet, Ikusgarri Films i Kilima Media) amb La Fidèle Production, amb suport de l'ICAA, EiTB, RTVE, Govern Basc, Ajuntament de Vitòria-Gasteiz i Diputació Foral d'Àlaba. Tenia un pressupost de 4,3 milions €, rebent el límit màxim de finançament del Ministeri de Cultura.
Rodada en basc, el rodatge va acabar el novembre de 2021. Va ser rodada als Pirineus (Navarra i la província d'Osca), incloent llocs com la selva d'Irati, i el Castell de Loarre.

## Estrena
La pel·lícula va ser seleccionada per a la seva projecció al LV Festival Internacional de Cinema Fantàstic de Catalunya, fent la seva presentació el 9 d'octubre de 2022. Distribuïda per Filmax,es va fixar com a data d'estrena a les sales el 18 de novembre de 2022 a Espanya. El llançament es va reprogramar més tard al 24 de febrer de 2023.
Filmax va tancar acords de distribució internacional amb Blue Swan (Itàlia) i Splendid (Alemanya).

## Resposta crítica
Júlia Olmo de Cineuropa va descriure Irati com un El Senyor dels Anells basc, però amb molts menys diners", i va felicitar el nivell d'ambició, també escrivint com "parla poèticament de qüestions humanes atemporals", com ara "el pes de les arrels, la idea de lleialtat i honor, el significat de la identitat, la lluita per un lloc i el valor d'aquesta lluita, el significat de la fe, el concepte clàssic de 'la bella mort' (omplir la vida d'actes per aconseguir la glòria eterna, per ser recordat i estimat en l'eternitat), la por a l'oblit, la presència de la mort a la vida, la recerca dels teus orígens i el preu d'aquesta cerca".
Shelagh Rowan-Legg de Screen Anarchy la va descriure com "la història d'una dona", i també va assenyalar que és una pel·lícula inusual perquè aconsegueix combinar elements fantàstics amb una "història basada en un lloc i un temps únic i real".

## Premis
| Any  | Premi                                                      | Categoria                                     | Nominat                                                                                  | Resultat  | Ref    |
| ---- | ---------------------------------------------------------- | --------------------------------------------- | ---------------------------------------------------------------------------------------- | --------- | ------ |
| 2022 | LV Festival Internacional de Cinema Fantàstic de Catalunya | Premi del Públic (Selecció oficial fantàstic) | Premi del Públic (Selecció oficial fantàstic)                                            | Guanyador | [ 14 ] |
| 2022 | LV Festival Internacional de Cinema Fantàstic de Catalunya | Millors efectes especials                     |                                                                                          | Guanyador | [ 14 ] |
| 2023 | XXXVII Premis Goya                                         | Millor guió adaptat                           | Paul Urkijo Alijo                                                                        | Nominat   | [ 15 ] |
| 2023 | XXXVII Premis Goya                                         | Millor música original                        | Aránzazu Calleja, Maite Arroitajauregi                                                   | Nominat   | [ 15 ] |
| 2023 | XXXVII Premis Goya                                         | Millor cançó original                         | "Izena duena bada" d'Aránzazu Calleja, Maite Arroitajauregi "Mursego", Paul Urkijo Alijo | Nominat   | [ 15 ] |
| 2023 | XXXVII Premis Goya                                         | Millor disseny de vestuari                    | Nerea Torrijos                                                                           | Nominat   | [ 15 ] |
| 2023 | XXXVII Premis Goya                                         | Millors efectes especials                     | Jon Serrano, David Heras                                                                 | Nominat   | [ 15 ] |